# Анафора
Ана́фора (от др.-греч. ἀναφορά «Анфора́», букв. «отнесение») — стилистическая фигура, состоящая в повторении языковых элементов: звуков, сло́ва или группы слов в начале каждого параллельного ряда, то есть в повторении начальных частей двух и более относительно самостоятельных отрезков речи (полустиший, стихов, строф, словосочетаний или предложений). Звуковая анафора составляет особенность аллитерационного стиха, но она встречается иногда и в метрических стихах. Противоположностью анафоры является эпифора.

## Литературные примеры[1][3]

### Анафора звуковая
Повторение одних и тех же сочетаний звуков:

Грозой снесённые мосты,

Гроба с размытого кладбища
— Пушкин А. С. Медный всадник

### Анафора морфемная
Повторение одних и тех же морфем или частей слов:

Черноглазую девицу,

Черногривого коня.
— Лермонтов М. Ю. Узник

### Анафора лексическая
Повторение одних и тех же слов:

Не напрасно дули ветры,

Не напрасно шла гроза.
— Есенин С. А. Не напрасно дули ветры

### Анафора синтаксическая
Повторение одних и тех же синтаксических конструкций:

Брожу ли я вдоль улиц шумных,

Вхожу ль во многолюдный храм,

Сижу ль меж юношей безумных,

Я предаюсь моим мечтам.
— Пушкин А. С. Брожу ли я вдоль улиц шумных

### Анафора строфическая
Мама,

  У тебя такие старые волосы… 

Мама,

  У тебя совсем молодые глаза.

А в комоде лежит отрезанная молодость —

Длинная и чёрная коса.
— Майя Румянцева. Баллада об отрезанной косе
Возможны объединения вышеперечисленных типов анафор. Например:

### Строфико-синтаксическая анафора
Пока не жаждет пулемёт

Распотрошить людскую гущу,

Живёт и здравствует омёт

Средь мельниц, урожай жующих.

Пока не страждет командарм

Рассечь врага одним ударом,

Амбары полнятся недаром

Полей золотоносным даром.

Пока не скажет вражий гром

Своё вступительное слово,

В полях не может быть иного

Ловца пространств, чем агроном.
— Тихонов Н. С.

### Ритмическая анафора
Очень редкий приём — использование ритмической анафоры. В приводимом ниже стихотворении ритмическая анафора заключается в паузировании третьей доли амфибрахической стопы в чётных стихах:

Све|ча наго|рела. Порт|реты в те|ни. /\

Си|дишь /\ при|лежно и | скромно ты.| /\ /\

Ста|рушке зев|нулось. По | окнам ог|ни /\

Про|шли /\ в те | дальние | комнаты.| /\ /\

Ни|как кома|ра не про|гонишь ты | прочь, — /\

По|ёт /\ и к свету всё | просится |. /\ /\

Взгля|нуть ты не | смеешь на | лунную | ночь, /\

Ку|да /\ ду|ша пере|носится…| /\ /\
— Фет А. А.
Анафору можно рассматривать как один из видов слитного предложения. В качестве формы связи частей предложения и целых предложений анафора встречается в древнегерманской поэзии и образует особую строфу «анафорический трёхсложник».
Часто анафора соединяется с другой риторической фигурой — градацией, то есть с постепенным повышением эмоционального характера слов в речи, например, в Эдде: «Умирает скот, умирает друг, умирает и сам человек».
Анафора встречается и в прозаической речи. Формы приветствия и прощания чаще всего строятся анафорические (в подражание народному у миннезингеров, трубадуров, также и у поэтов нового времени). Интересно отметить в такой анафоре её историко-культурную подкладку.
Ещё более важным считалось некогда совершенно одинаковое обращение к богам, чтобы не разгневать ни одного из них, или к властителям, заседающим вместе (например, на суде, военном собрании, на званом пиру):

Почтеннейшим, достоуважаемым, высокоучёным и благомудрым господам бургомистрам и ратманам и почтеннейшим, именитым и предусмотрительным господам эльтерманам и старикам вместе со всем бюргерством всех трёх гильдий королевского города Ревеля, моим повелителям и всемилостивейшим государям и добрым друзьям.— Бальтазар Руссов, «Хроника провинции Ливония»